# Нарада-бгакті-сутри
«На́рада-бгакті-сутри» (санскрит नारदभक्तिसूत्राणि Nārada-bhakti-sutrāṇi) — один з найвідоміших засадничих текстів традиції бгакті.

## Авторство й датування
Дванадцятий очільник Місії Рамакрішни Свамі Бхутешананда зазначає, що стосовно автора «Сутр» і часу їх написання «немає повної ясності». Р. Радж Сінх у своїй книзі «Бгакті та філософія» датує «Нарада-бгакті-сутри» приблизно початком XI ст. н. е.
Автором традиційно вважається міфічний мудрець Нарада, який згадується ще в Атхарваведі, і якому приписується авторство деяких гімнів Рігведи. У пізній міфології він зазвичай асоціюється з Вішну-Крішною. Нарада вважається сином Брахми й богині знання Сарасваті. Його називають деварші, тобто «мудрець серед богів», у ролі посланця яких він час від часу передає людям поради й повідомлення. В іконографії Нарада зазвичай зображується з індійським струнним музичнім інструментом віна.

## Склад і зміст
Текст складається з 84-х висловлювань-сутр. У них дається визначення бгакті як вищої любові до Бога, яка є вічним єством людини. Стверджується, що той, хто за допомогою методу бгакті-йоги зміг віднайти це єство, стає досконалим, безсмертним й настільки вдоволеним, що вже нічого іншого не бажає й не журиться. Наводяться деякі зовнішні ознаки такого бгакта (віруючого), встановлюються основні норми й правила поведінки прибічників шляху бгакті, називаються імена міфічних персонажів, які мають бути прикладом для наслідування. Зокрема, для розвитку особистих стосунків з Богом пропонуються такі моделі спілкування, як робітник — хазяїн, друг — друг, батько — дитина, кохана — коханий та ін. Шлях бгакті проголошується вищим за шляхи знання й дії. Цікавим є демократичне твердження про те, що серед бгактів немає поділу за кастою, освітою, зовнішністю, походженням, багатством, родом діяльності й т. д.

## Переклади
Список деяких з численних англійських перекладів «Нарада-бгакті-сутр» наведено в розділі «Література». Існує український переклад, виконаний Дмитром Бурбою й опублікований журналом «Східний світ» (Інститут сходознавства ім. А. Ю. Кримського НАНУ). [Архівовано 30 січня 2018 у Wayback Machine.] У передньому слові й примітках перекладач пояснює деякі історичні, культурні, філософські й мовні моменти, знання яких необхідне для правильного розуміння тексту.